# The Fabelmans
The Fabelmans er en amerikansk film fra 2022 af Steven Spielberg.

## Medvirkende
- Michelle Williams som Mitzi Schildkraut-Fabelman
- Paul Dano som Burt Fabelman
- Seth Rogen som Bennie Loewy
- Gabriel LaBelle som Samuel "Sammy" Fabelman
- Julia Butters som Reggie Fabelman